# Peritrichia pseudopostrinaria
Peritrichia pseudopostrinaria är en skalbaggsart som beskrevs av Schein 1959. Peritrichia pseudopostrinaria ingår i släktet Peritrichia och familjen Melolonthidae. Utöver nominatformen finns också underarten P. p. meridionalis.